# XIV конференция РКП(б)

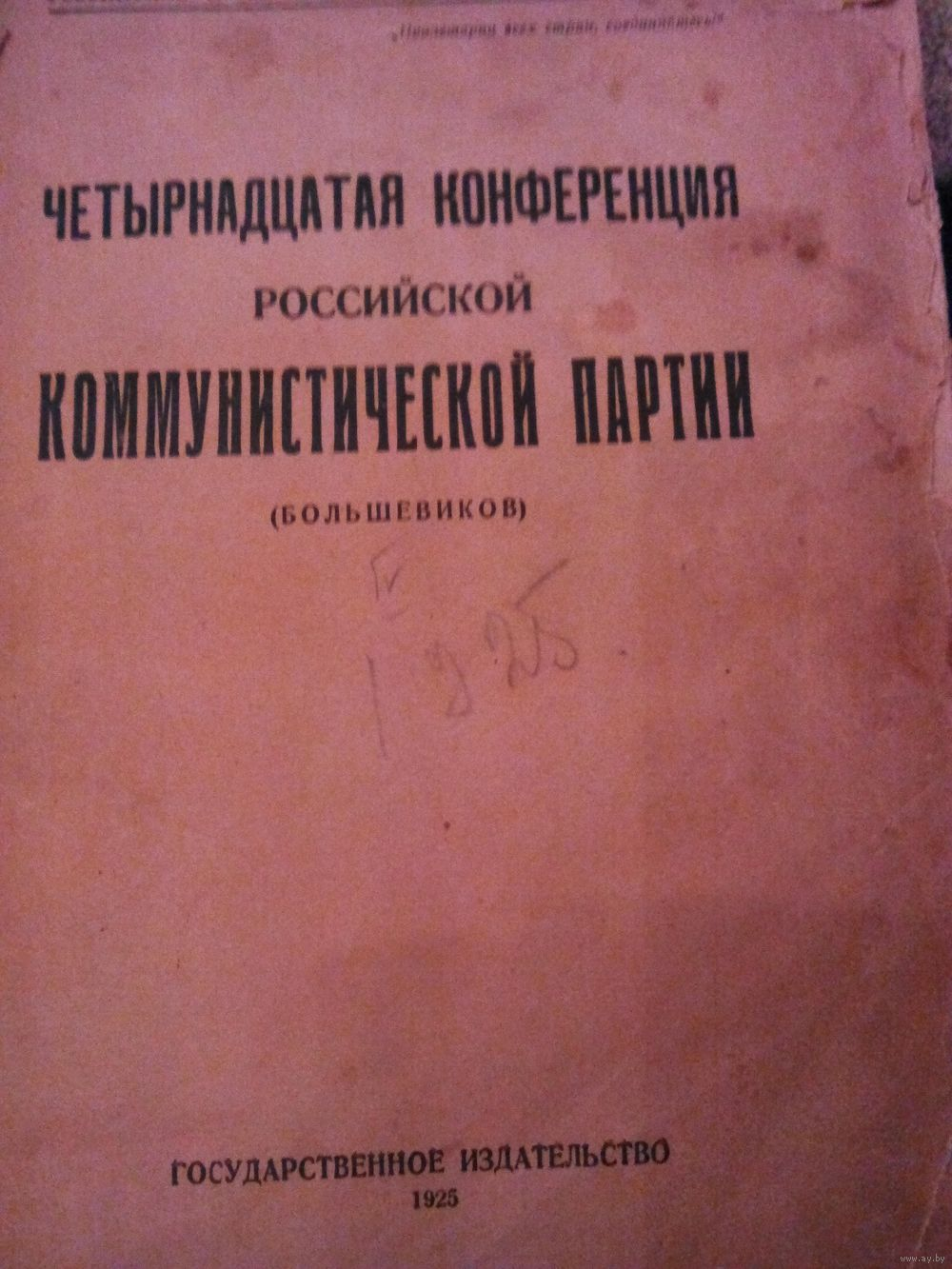
Стенографический отчет XIV конференция РКПб 1925 г.

XIV всесоюзная конференция Всесою́зной коммунисти́ческой па́ртии (большевико́в) — проходила в Москве с 27 апреля по 29 апреля 1925 года.

## Конференция
Участвовало 178 делегатов с решающим и 392 с совещательным голосом.
Порядок дня:
- Парторганизационные вопросы — докладчик В. М. Молотов;
- О сельскохозяйственном налоге — докладчик А. Д. Цюрупа;
- О кооперации — докладчик А. И. Рыков;
- О металлопромышленности — докладчик Ф. Э. Дзержинский;
- Задачи Коминтерна и РКП в связи с расширенным пленумом ИККИ — докладчик Г. Е. Зиновьев;
- О революционной законности — докладчик А. А. Сольц
- Директивы к составлению второго пятилетнего плана народного хозяйства СССР на 1933—1937 годы — докладчики В. М. Молотов и В. В. Куйбышев.Г. К. Орджоникиде

Конференцию открывал и закрывал Л. Б. Каменев.
При открытии минутой молчания почтили память умерших М. К. Владимирова, А. Ф. Мясникова, Н. К. Н. Нариманова, С. Г. Могилевского, Г. А. Атарбекова, Ю. Мархлевского и Сунь Ятсена.
На пятом заседании, 29 апреля, с изложением своей позиции и своих взглядов по текущему моменту выступил Н. И. Бухарин.
Конференция констатировала отсутствие революционного подъёма в Европе и "стабилизацию капиталистического режима в целом"; довольно быстрый хозяйственный рост в СССР и возникающие новые трудности в отношениях с крестьянством из-за сложностей ценовой политики.
Основными методами текущей работы были названы:
а). Оживление советов (а наряду с этим и кооперации, кресткомов и т.п.) с действительно широким выдвижением на ответственную работу в советах и их исполкомах, в кооперативах и других органах (села, уезда, губернии, республики) беспартийных крестьян и крестьянок...

б). Гибкое, приспособляющееся к условиям нашей крестьянской по преимуществу страны и вместе с тем плановое государственно-экономическое регулирование хозяйственной жизни (например, в отношении промышленных и с.-х.цен) и содействие всеми мерами государственной помощи... делу подъёма и, особенно, хозяйственного объединения крестьян через развитие кооперирования...

в). Проведение законодательных и налоговых мер, а также соответствующих мероприятий на местах, направленных к защите и охране интересов сельскохозяйственного пролетариата и деревенской бедноты при строгом соблюдении революционной законности.

г). Развёртывание культурного строительства в деревне (школы, библиотеки, избы-читальни и т.д.)...

д). Постановка политического воспитания путём развёртывания действительно массовой печатной и устной коммунистической пропаганды и агитации в деревне...

е). Большее привлечение батраков, бедняков и лучшей революционной части середняков в ряды наших партийных организаций, а также развёртывание в деревни работы комсомола, организаций пионеров, делегатских собраний крестьянок и т.п.
Было решено снизить общий размер единого сельхозналога, увеличить на 26% производство металлопромышленности, изжить убыточность государственных трестов, снизить себестоимость промышленной продукции, поднять квалификацию технического персонала до заграничного уровня, улучшить жилищное строительство, ещё в этом году разработать и принять трёхлетний план в отношении постройки новых металлозаводов.
Особо было подчёркнуто, что «победа социализма (не в смысле окончательной победы) безусловно возможна в одной стране»  и наличие практических расхождений с троцкизмом по вопросу коминтерновской политики                     .
Среди делегатов конференции лиц с подпольным, дореволюционным прошлым составило 53,6%; рабочих ‒ 51,4%, интеллигентов и служащих ‒ 42,4%, крестьян ‒ 6,2%; лиц, имеющих низшее образование ‒ 62,7%.
Примечательно, что Л. Д. Троцкий делегатом конференции избран не был, а И. В. Сталин ни разу не брал слова.